# Emtmannsberg
Emtmannsberg là một đô thị ở huyện Bayreuth bang Bayern nước Đức. Đô thị Emtmannsberg có diện tích 22,31 km², dân số thời điểm ngày 31 tháng 12 năm 2006 là 1123 người.